# Martín Rolón
Martín Rolón (Adrogué, Buenos Aires, 21 de enero de 1983) es un exfutbolista argentino que se desempeñaba como mediocampista. Es periodista deportivo y entrenador de fútbol. Dirigió a Talleres (RdE), club que lo formó deportivamente y en el cual debutó como futbolista profesional, y que en la actualidad compite en la Primera Nacional, segunda división del fútbol argentino.

## Clubes

### Como jugador
| Club                      | País      | Año       |
| ------------------------- | --------- | --------- |
| Talleres (RdE)            | Argentina | 2002-2006 |
| Unión Lara Sport Club     | Venezuela | 2007      |
| Talleres (RdE)            | Argentina | 2008      |
| Alvarado (Mar del Plata)  | Argentina | 2009-2011 |
| Independiente (Chivilcoy) | Argentina | 2012-2013 |

### Estadísticas como entrenador
| Equipo                   | Div.                    | Torneo               | Estadísticas | Estadísticas | Estadísticas | Estadísticas | Estadísticas | Estadísticas | Estadísticas | Estadísticas | Estadísticas |
| Equipo                   | Div.                    | Torneo               | PJ           | G            | E            | P            | GF           | GC           | DG           | Efectividad  | Puntos       |
| ------------------------ | ----------------------- | -------------------- | ------------ | ------------ | ------------ | ------------ | ------------ | ------------ | ------------ | ------------ | ------------ |
| Talleres (RdE) Argentina | 3.ª                     |                      |              |              |              |              |              |              |              |              |              |
| Talleres (RdE) Argentina | 3.ª                     | Apertura 2023        | 9            | 3            | 4            | 2            | 9            | 8            | +1           | 48.15%       | 13           |
| Talleres (RdE) Argentina | 3.ª                     | Clausura 2023        | 18           | 12           | 5            | 1            | 19           | 4            | +15          | 75.93%       | 41           |
| Talleres (RdE) Argentina | 2.ª                     | 2024                 | 29           | 6            | 11           | 12           | 19           | 31           | -12          | 33.33%       | 29           |
| Talleres (RdE) Argentina | 2.ª                     | Copa Argentina 2024  | 3            | 2            | 1            | 0            | 5            | 3            | +2           | 77.78%       | 7            |
| Talleres (RdE) Argentina | Total                   | Total                | 59           | 23           | 21           | 15           | 52           | 46           | +6           | 50.85%       | 90           |
| Arsenal Argentina        |                         |                      |              |              |              |              |              |              |              |              |              |
| 2.ª                      | 2025                    | 6                    | 0            | 4            | 2            | 3            | 7            | -4           | 22.22%       | 4            |              |
| Total                    | Total                   | 6                    | 0            | 4            | 2            | 3            | 7            | -4           | 22.22%       | 4            |              |
| Talleres (RdE) Argentina |                         |                      |              |              |              |              |              |              |              |              |              |
| 2.ª                      | 2025                    | 9                    | 0            | 3            | 6            | 0            | 10           | -10          | 11.11%       | 3            |              |
| Total                    | Total                   | 9                    | 0            | 3            | 6            | 0            | 10           | -10          | 11.11%       | 3            |              |
| Total en Talleres (RdE)  | Total en Talleres (RdE) | 68                   | 23           | 24           | 21           | 52           | 56           | -4           | 45.59%       | 93           |              |
| Total en sus equipos     | Total en sus equipos    | Total en sus equipos | 74           | 23           | 28           | 23           | 55           | 63           | -8           | 43.69%       | 97           |

## Palmarés

### Como entrenador
| Título    | Club           | País      | Año  |
| --------- | -------------- | --------- | ---- |
| Primera B | Talleres (RdE) | Argentina | 2023 |